# Симеон (митрополит Казанский)
Митропролит Симон (или Симеон) Серб (ум. 26 сентября 1649) — епископ Русской православной церкви, митрополит Казанский и Свияжский, ранее был митрополитом Скопийским.
По происхождению серб. Первое уминание о митрополите Симеоне Скопском относится к 3 ноября 1623 года, когда он заказал составить Кучевищкому монастырю минеи за сентябрь в монастырской церкви святых архангелов Михаила и Гавриила. В 1624 году заказал обновить Евангелие в том же храме. При нём в 1630 году была расписана церковь Святого Николая на реке Треска.
Прибыл в Москву в 1641 году. По его ходатайству в том же году царь Михаил Фёдорович выдал жалованную грамоту на имя Сербского патриарха Паисия на приезд в Москву за милостыней.
Указом патриарха Иосифа от 7 февраля 1646 года, менее чем через месяц после смерти митрополита Матфея, Симон был назначен митрополитом Казанским и Свияжским.
Во второй половине 1648 — начале 1649 годов митрополит Симон находился в Москве, участвовал в Земском соборе, принявшем Соборное уложение.
Скончался 26 сентября 1649 года. Погребён в кафедральном соборе Казани.